# 1876

## أحداث
- تأسيس مدينة بوتوكاتو وتقع حاليا في البرازيل.
- تأسيس مدينة كوسكيون، قرطبة وتقع حاليا في الأرجنتين.
- تأسيس مدينة فرغانة وتقع حاليا في أوزبكستان.
- تأسيس مدينة بلانتاير وتقع حاليا في مالاوي.
- تأسيس مدينة كيرنز، كوينزلاند وتقع حاليا في أستراليا.
- تأسيس مدينة ترينكيو لايكيون وتقع حاليا في الأرجنتين.
- تأسيس مدينة كويته وتقع حاليا في باكستان.
- 22 يونيو: تأسيس مدينة بالكارسي، مقاطعة بوينس آيرس وتقع حاليا في الأرجنتين.
- بداية حرب سيوكس العظمى العام 1876 في 1876 والتي انتهت في 1877.
- نهاية الحرب الكارلية الثالثة في 1876 والتي بدأت في 1872.
- نهاية الحروب الكارلية في 1876 والتي بدأت في 1833.
- نهاية حملة الحبشة في 1876 والتي بدأت في 1874.
- 2 مايو - (= 7 ربيع الثاني 1293 هـ) - إنشاء صندوق الدين بمصر، بعد عجز الخديوي إسماعيل عن سداد أقساط ديون مصر المستحقة لبنوك أوروبية.
- 2 مايو - (= 7 ربيع الثاني 1293 هـ) - البلغار يقومون بعصيان ضد الدولة العثمانية في بلغاريا التي كانت تسمى آنذاك إيالة الطونة، بمساعدة من روسيا، ويقتلون ألف مسلم، لكن القائد العثماني عبد الكريم نادر باشا تمكن من القضاء على هذا التمرد.

## مواليد
- عبد العزيز بن عبد الرحمن بن فيصل آل سعود، مؤسس المملكة العربية السعودية الثالثة الحديثة وأول ملوكها.
- آرون آرونسون
- أدولف فينداوس
- أمين الريحاني
- أوتو ديلس
- بديع الزمان سعيد النورسي
- ثوبتين غياتسو
- جورج ألفرد كارلسون
- جورج تريفيليان
- جورج مارصي
- جون مكليود
- جيرترد فون لي فورت
- حبيب جرجس
- ديك راي
- روبرت باراني
- روبرت جورين
- رودولف سيلدرايرس
- محمد بن علي الإدريسي
- عبد العزيز جاويش
- فيلهلم كونو
- فيليبو توماسو مارينيتي
- قاسم القيسي
- كونراد أديناور
- ماتا هاري
- محمد الخضر حسين
- محمد كرد علي
- نتالي كليفورد بارني
- نيللي تايلي روس
- هاينريش فولفجانج زايدل
- هرمان مولر (سياسي)
- هيبة بوريم
- ويلهلم بييك
- ويلهلم ريتر فون ليب
- لبيبة صوايا
- 13 سبتمبر - شيروود أندرسون روائي وقاص أميريكي
- 5 ديسمبر - تشارلز أندرسون، عالم معادن أسترالي.
- 25 ديسمبر - الرئيس الباكستاني محمد علي جناح.
- آرثر روبين عالم اقتصاد واجتماع، وقائد صهيوني ومنظم المستوطنات الزراعية في فلسطين.

## وفيات
- أنطونيو لوبيز دي سانتا أنا
- جورج ساند
- مصطفى بن محمد العروسي
- ميخائيل باكونين
- وايلد بيل هيكوك